# Novoavramivka, Horol
Novoavramivka (în ucraineană Новоаврамівка) este localitatea de reședință a comunei Novoavramivka din raionul Horol, regiunea Poltava, Ucraina.

## Demografie
Componența lingvistică a localității Novoavramivka
     Ucraineană (96,52%)
     Rusă (3,01%)
     Alte limbi (0,28%)
Conform recensământului din 2001, majoritatea populației localității Novoavramivka era vorbitoare de ucraineană (96,52%), existând în minoritate și vorbitori de rusă (3,01%).